# Ermita de la Virgen de la Coronada (Trujillo)
La ermita de la Virgen de la Coronada es una ermita medieval en ruinas ubicada en el municipio español de Trujillo, en la provincia de Cáceres.
El edificio se utilizó como ermita entre 1274 y 1687, siendo en su época sede de una romería el tercer día de Pascua. Del templo, situado unos 7 km al sureste de la ciudad capital del municipio, solamente quedan restos de la estructura, conservándose la imagen titular del siglo XIII en la iglesia de San Martín.

## Localización
Las ruinas se ubican unos 7 km al sureste de la ciudad, dentro de una finca privada conocida como "La Coronada". El acceso natural a pie desde la ciudad se hace siguiendo una vía pecuaria que sale al oeste de la ermita de Santa Ana y pasa bajo la Autovía del Suroeste por un túnel; para vehículos existe un camino que sale al este de la antigua N-5 y llega asfaltado hasta la finca La Torrecilla, unos 2 km al oeste de las ruinas.

## Historia

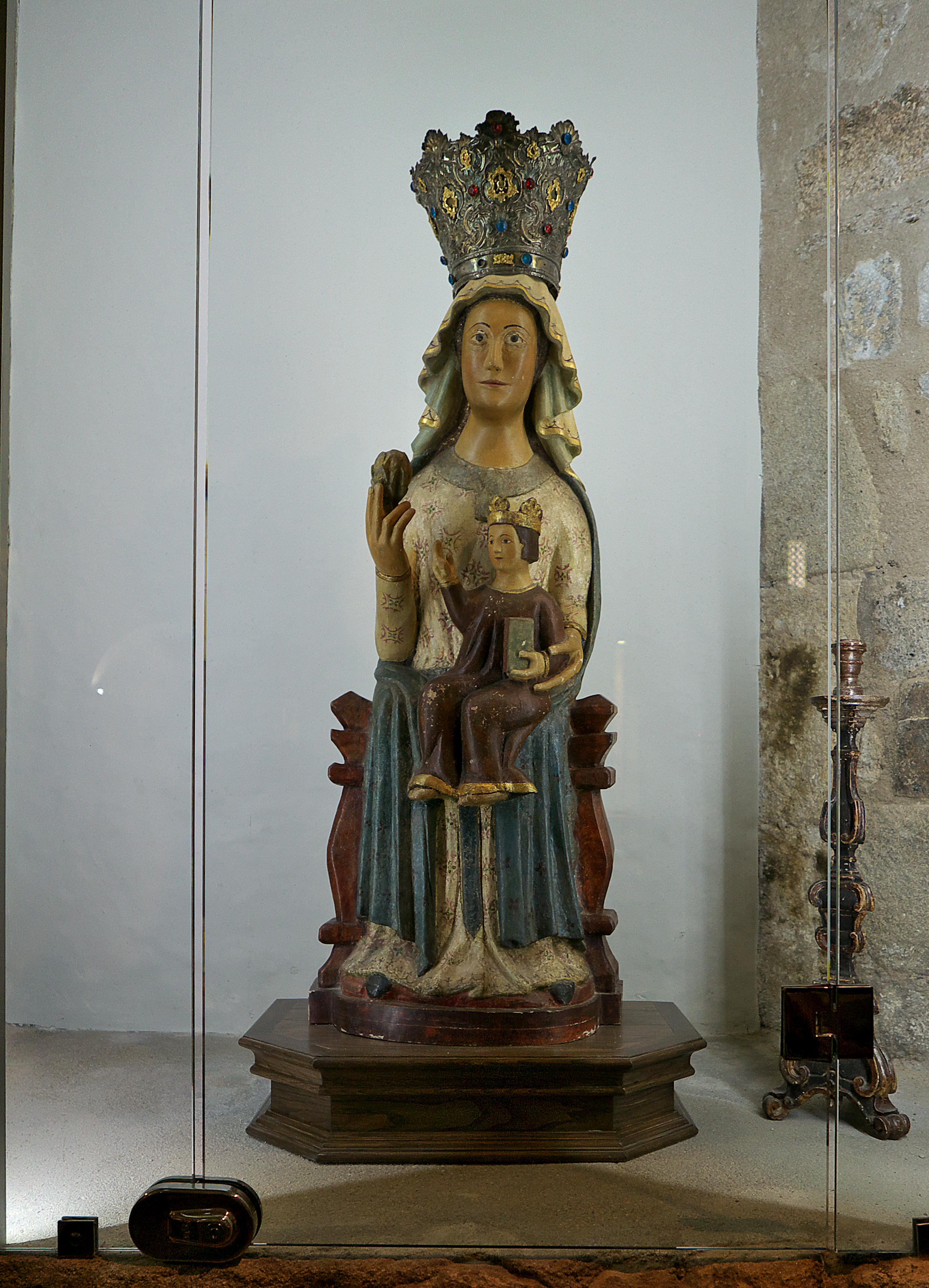
La imagen de la Virgen de la Coronada, del siglo XIII, en su actual ubicación en la iglesia de San Martín.

Debido a la gran antigüedad del edificio, se desconoce si está ubicado sobre alguna construcción anterior. En el área se han hallado restos catalogados como romanos, entre ellos tégulas y sillares, pero resultan insuficientes para realizar un estudio arqueológico completo. En la ciudad está muy difundida la leyenda de que los caballeros templarios administraron la ermita en sus orígenes o incluso que fueron ellos sus promotores iniciales; no es descartable que fuera así, ya que los templarios participaron en 1233 en la reconquista de la localidad, pero no hay ninguna prueba documental ni arqueológica que pueda verificarlo. Pese a ello, está tan arraigada la leyenda que el Mapa Topográfico Nacional menciona el edificio como "Convento de la Coronada".
La ermita fue construida en torno a 1274, según consta inscrito en el intradós del salmer derecho de la portada. Se atribuye la autoría del edificio al arquitecto Gil de Cuéllar (o Gil de Císlar), quien en aquella época trabajó en la sala capitular de la catedral de Plasencia. Su reforma más importante tuvo lugar entre 1525 y 1529, para reemplazar la cubierta medieval de madera por una bóveda de ladrillo, con el consiguiente refuerzo de los muros sobre los que se apoyaba. Durante los cuatro siglos que la ermita estuvo en funcionamiento, su función más importante fue albergar una romería el tercer día de Pascua,  con una procesión desde la iglesia de Santa María hasta esta ermita, pasando por la iglesia de San Martín, el hospital del Espíritu Santo y la ermita de San Lázaro. La ermita de la Coronada dependía eclesiásticamente de la parroquia de Santiago.
La ermita quedó en desuso a partir de 1687, cuando un sínodo de la diócesis de Plasencia restringió a casos de urgentísima necesidad la celebración de procesiones a ermitas que distasen más de media legua de las localidades a las que perteneciesen. La ermita fue destruida por las tropas napoleónicas en 1809 y quedó desde entonces en ruinas, aunque la imagen titular del templo se salvó al ser trasladada a la iglesia parroquial de Santiago.

## Estado actual
De la ermita solamente se conservan las ruinas de los muros, suficientes para contemplar cómo era la estructura del edificio, pero ha perdido casi toda su cubierta. Era principalmente un edificio de mampostería, con algunos elementos de sillería de granito. Se escructuraba en una sola nave de planta rectangular con cinco tramos. La parte que mejor se conserva, y que todavía incluye la cubierta aunque con importantes grietas, es su ábside semicircular: sobre él se conserva una bóveda de seis nervios que confluyen en el anagrama de María. Junto al ábside se conservan ruinas de un camarín y de la sacristía.
La portada principal, que era un arco de medio punto románico, fue rescatada de la ruina en 1987 por los propietarios de la finca, dando forma desde entonces el arco a la base de la chimenea de su casa. Conserva en mal estado un altorrelieve con dos cabezas humanas en la clave. Sobre la portada, actualmente en la pared de la chimenea, se conserva un canecillo con el relieve de una cabeza humana, acompañado en cada lateral por otros dos con cabezas de animales. Podría haber existido una segunda portada en el lado de la Epístola, junto al ábside.
La imagen de la Virgen de la Coronada quedó guardada en la iglesia de Santiago desde 1809 hasta 1989, cuando unas obras de restauración en ese templo llevaron a trasladarla a la iglesia de San Martín, donde se conserva actualmente. Es una imagen de la Virgen con Niño tardorrománica fechada en el siglo XIII y por su aspecto, con la espalda vaciada, es probablemente una imagen utilizada en la campaña militar que dio lugar a la reconquista de la localidad en 1233. La imagen fue restaurada en 1979 debido al mal estado que presentaba la pintura.
A finales del siglo XX, tras el rescate urgente de la portada, se intentó dar protección a las ruinas como parte del patrimonio histórico del municipio, con el objetivo de restaurar el edificio o al menos impedir su total derrumbe. Una primera propuesta de declararlo Bien de Interés Cultural no llegó ni siquiera a iniciar su tramitación debido a la oposición del gobierno local, probablemente debido a la necesidad de dar prioridad a la protección del amplio conjunto histórico de la ciudad. Tras la aprobación de la Ley de Patrimonio Histórico y Cultural de Extremadura en 1999, la Junta de Extremadura ha incluido estas ruinas en el Inventario del Patrimonio Histórico y Cultural de Extremadura, pero solamente a efectos de impedir intervenciones perjudiciales sobre los restos del edificio, pues no consta la existencia de ningún plan para su restauración.